# Georg Böhm (politik)
Georg Böhm (26. října 1896 – 15. února 1947 Praha) byl československý politik německé národnosti a meziválečný poslanec Národního shromáždění za Sudetoněmeckou stranu, po válce popraven.

## Biografie
Po parlamentních volbách v roce 1935 se stal poslancem Národního shromáždění. Mandát si podržel do října 1938, kdy přišel o poslanecké křeslo kvůli pomnichovským změnám hranic Československa.
Profesí byl obchodník. Podle údajů z roku 1935 bydlel v Kraslicích.
Aktivně se účastnil sudetoněmeckého povstání v obci Bublava, kde bylo zavražděno několik československých občanů.
Po roce 1945 byl souzen československými úřady, odsouzen k trestu smrti a popraven oběšením ve věznici Pankrác v sobotu 15. února 1947 ve 13 hodin 30 minut. Jeho poslední slova zněla: „Umírám nevinen. Trest je příliš tvrdý“.